# 日本反中情绪

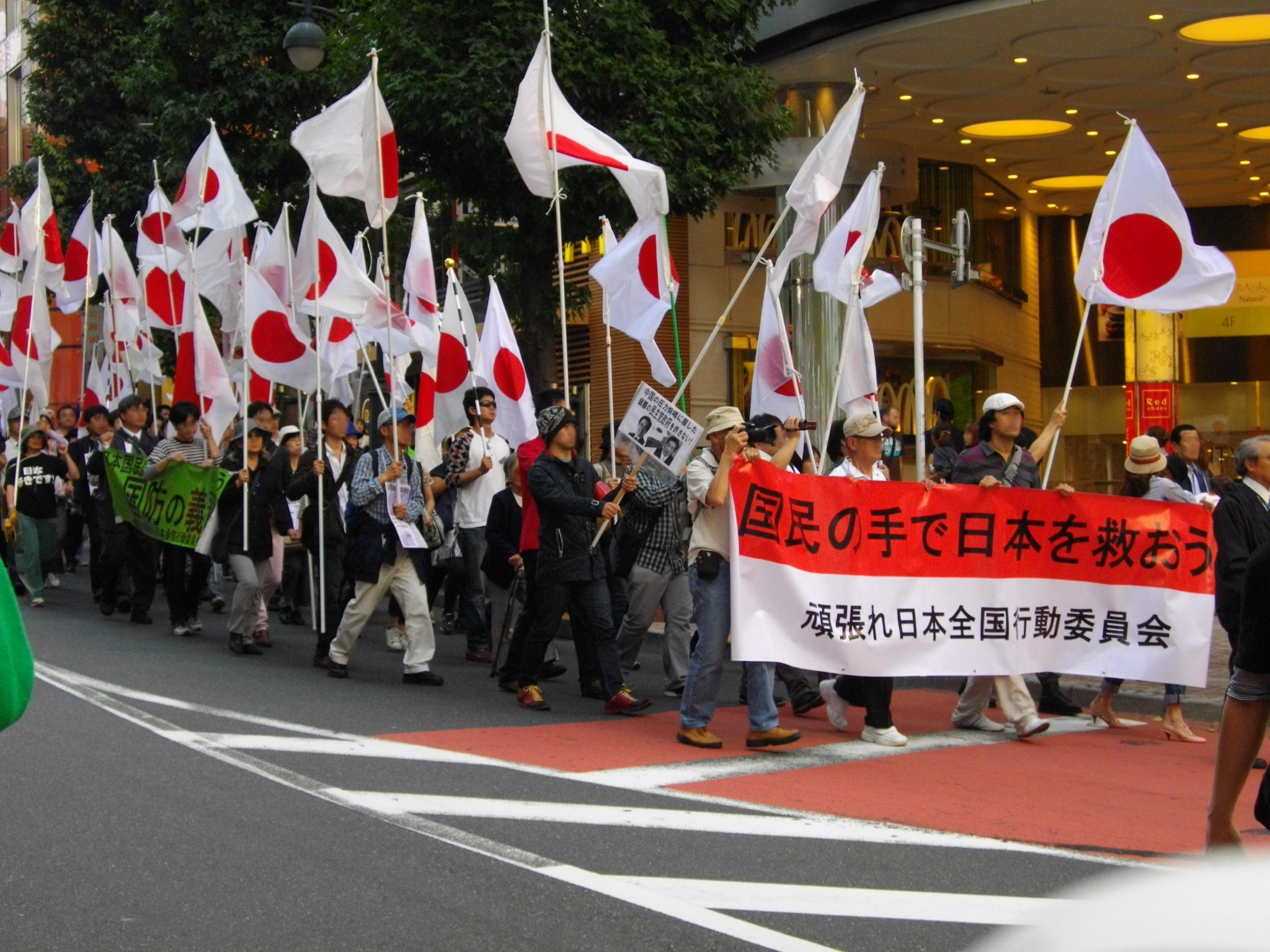
加油日本！全國行動委員會在2010年中日钓鱼岛撞船事件后于東京澀谷區组织的反中游行

日本反中情绪是指日本對地域意義上的上的中國及統治中國的政權之反對情緒。這種現象起源於日本江户时代出現的排外思想，表現爲去中國化的嘗試。在近代由於中國的落後而出現對中國的歧視思想，侵華時達到頂峰，助長了其對中國的罪行。二戰後這種思想遭到壓制，1972年中日建交后的一段時間日本民衆對中國的恐懼情緒較爲緩和，但2000年后此種情緒再次興起。現在日本的反中情緒，主要來源於日本歷史教科書爭議和靖國神社爭議等歷史問題導致的矛盾。

## 江户时代
1600年至1868年，在江户时代，德川家康結束了戰國時代的分裂戰亂狀況，建立德川幕府，使日本成為统一、稳定、成熟的国家。该时期曾出现企图排斥外国人的现象，包括曾經给日本文化带来影响的中国人。
在此期间，日本仍然孤立于世界，因此其文化在很少外国文化的影响下发展。该时期的主要的文化运动由国学发起。国学派的追随者尝试区别日本文化和外国文化，恢复日本文化未受外国人——尤其是中国人影响的本来面目。他们的工作着重于日本的本土宗教神道。德川幕府的早期儒士尝试透过查明中国人的起源，建立神道与中国的联系。对此，国学派中以平田篤胤為首的平田派将对神道产生重大影响的《易经》进行日本化，声称该书源于日本。会泽正志斋清空《易经》中的中国内容，从而完成该计划。期间民族自尊心的崛起导致日本把自己看成是“被野蛮人所包围的文明世界”的中心。

## 帝国时代

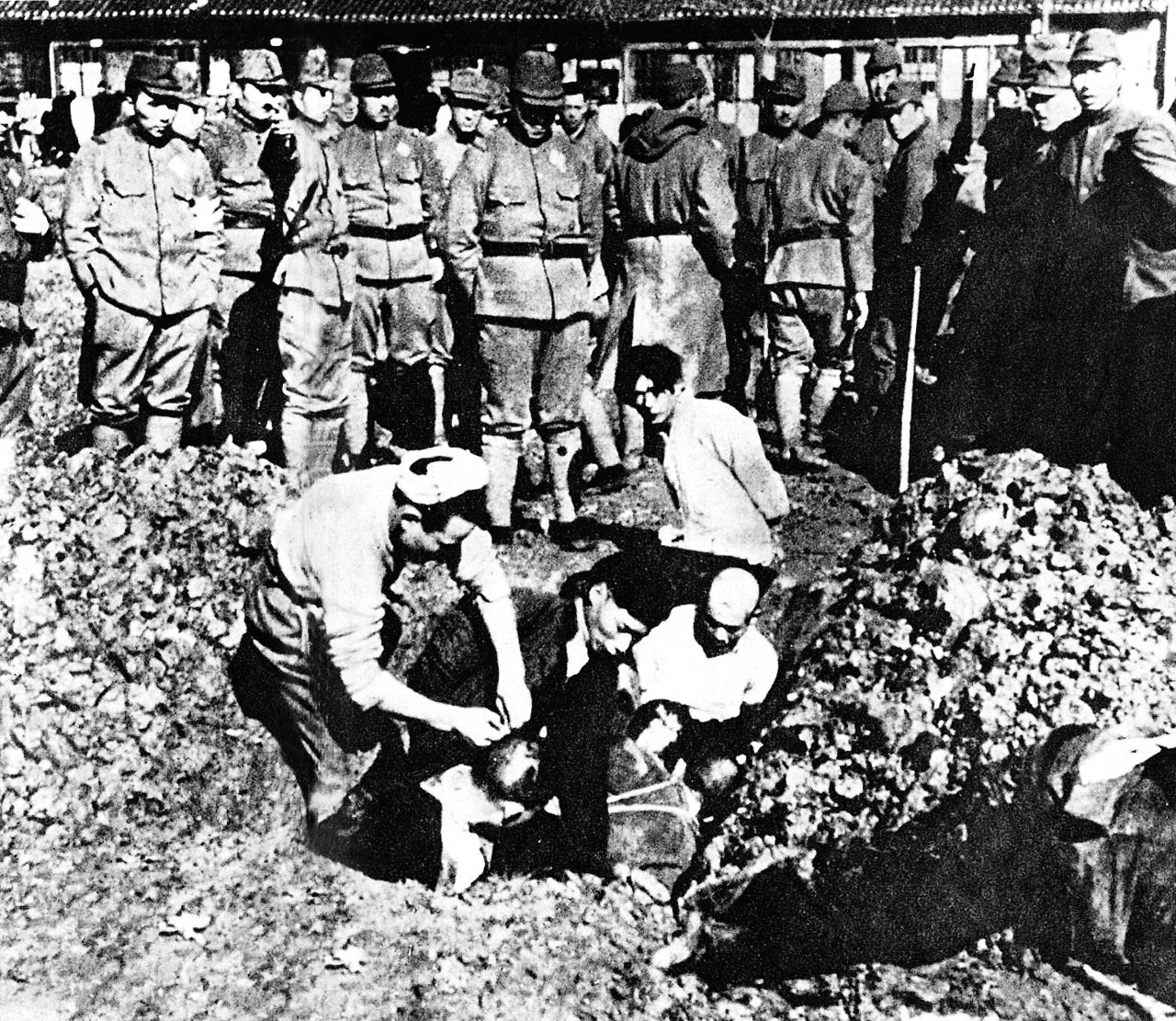
1937年南京大屠殺中，日軍強硬將中國平民押進坑中準備集體活埋。

1866年至1869年日本明治维新时期，该国赶上了西方国家的进步潮流。同时，中国深陷功能失调的状态 。尽管福泽谕吉在脱亚论中拒绝承认中国是一个坏同盟，但这并不是针对中国的普遍态度和歧视意识。

## 二战时期
1937年，日本首相近卫文磨针对卢沟桥事变和通州事件发表的“暴支膺惩”，并成为日本大本营就煽动战争的口号。

## 二战后期
中华人民共和国成立后，尽管日本和中华人民共和国在冷战中站在相反的立场上，但公开反中情绪被扼杀并成为主流媒体的禁忌。除了在极少数情况下因為慣用的習俗而保留，如南中國海（南支那海）、東中國海的日本名稱、日本拉面（支那そば）等較不敏感的詞彙，其餘場合中支那一词或其片假名的使用大部分消失。还有一小部分拉面店，比如日本三重县松阪市的支那そば北熊三重本店。
随后的几十年中，日本和中国大陸之间的接触很少。很少有人讨论中国，直至1972年中华人民共和国和日本建立外交关系，日本對邻国的兴趣激增。中国大陸放弃日本提出的二战赔偿，部分原因是釋出比台湾多的善意，以加強对抗苏联。该举动获得日本的感激和善解，啟動了中日蜜月期的大規模交流和合作，日商紛紛赴中投資。恐中情绪仅限于恐惧共产主义的背景。公众对中国大陸的敌意比对苏联的敌意要少，友好的气氛仍占上风。社会对在日中国公民，以及对日本朝鲜族和阿伊努人等少数民族的态度亦出现改变。

## 21世紀

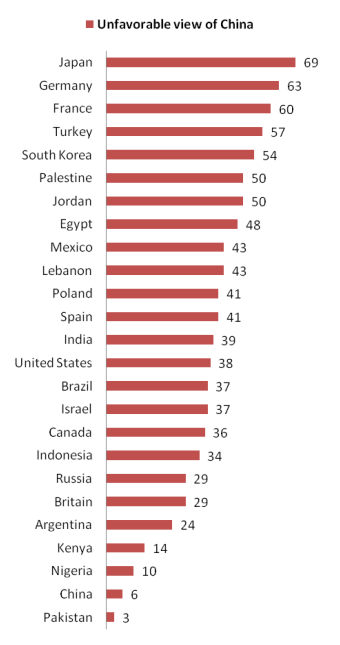
2009年反中比率排行榜，日本高居第一名

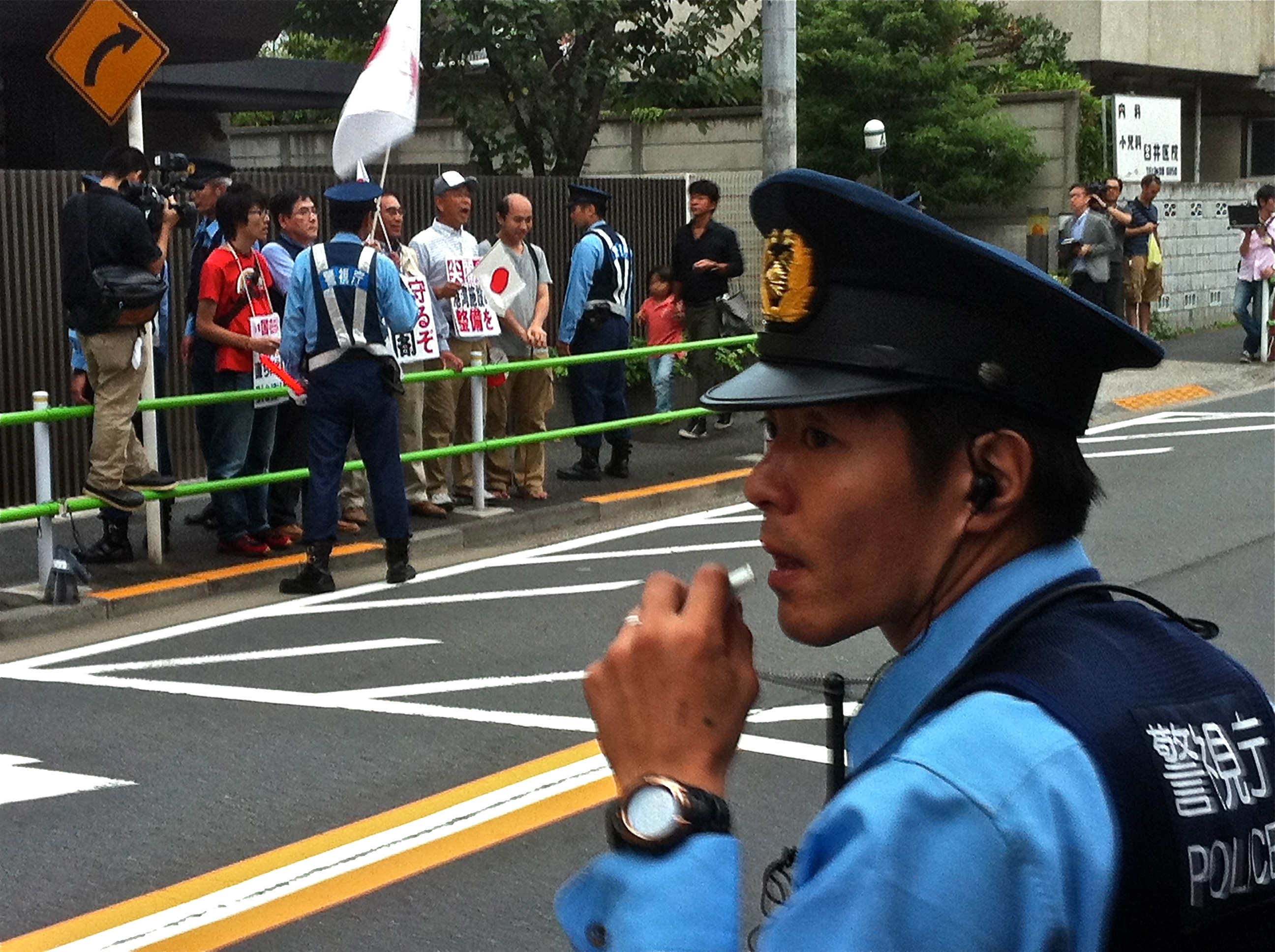
2012年钓鱼岛问题期间中國駐日大使館门前的反中示威者

自2000年以来，日本的反中情绪逐步复苏。日本和中华人民共和国政治关系的日益紧张影响到排外情绪。许多日本人认为，中国大陸政府利用两国间曲折的历史问题，如将历史教科书争议和官员参拜靖国神社当作外交牌，让日本成为国内政治的替罪羊。2005年春的抗日示威活动，让日本民众更加害怕中国大陸。此后日本的反中情绪大幅度攀升，到2008年，根据皮尤全球态度调查，反中观点占84%，反中國人观点73%。
由于抗战时候中国受到的伤痛回忆，当年的战犯未完全受到清算，而日本右翼在朝鲜战争后在美国扶植下重新抬头执政，其后裔甚至不承认先祖在中国犯下战争罪行，自90年代中后期以来中國大陸政府經常強調要防止日本軍國主義，以此攻擊戰後聲稱已奉行和平主義的日本，因而引發部分日本人對中國大陸的反感。2015年媒體調查顯示，93%日本人討厭中國大陸。
旅居台灣的日本作家本田善彥認為，二次大戰結束後，日本人對「中國」二字有兩個矛盾的情感，對古代中國敬仰和嚮往，卻對近代中國懷著輕蔑與敵意；日本與台灣社會都對中國崛起產生巨大的挫折感，造成不想面對的逃避心理，進而出現強烈反中情緒。
2023年12月，日本一家中华料理店张贴“禁止中国人及韩国人入内”的种族歧视标语，被旅日的中国大陆网络红人举报，是为日本东京中华西太后餐厅事件。
据《经济学人》报道，2021年的一份调查显示超40%的18岁至29岁的日本人对中国有好感，而这一数字在60岁至70岁的日本人中仅为13%。